# مونتراس
بلدية مونتراس (بالإسبانية: Montrás) هي بلدية تقع في مقاطعة جرندة التابعة لمنطقة كتالونيا شمال شرق إسبانيا.

## الديموغرافيا
بلغ عدد سكان بلدية مونتراس 1.833 نسمة عام 2011 (وفقاً للمعهد الوطني الإسباني للإحصاء).
| 1.500 | 1.599 | 1.684 | 1.826 | 1.859 | 1.847 | 1.833 |